# Jorge Sáenz
Jorge Sáenz de Miera Colmeiro (ur. 17 listopada 1996 w Santa Cruz de Tenerife) – hiszpański piłkarz występujący na pozycji obrońcy w Leganés
(wypożyczony z Valencii CF).